# Costa Rica en los Juegos Olímpicos de París 2024
Costa Rica estuvo representada en los Juegos Olímpicos de París 2024 por seis  deportistas, tres hombres y tres mujeres, que compitieron en cinco deportes.
Los portadores de la bandera en la ceremonia de apertura fueron el atleta Gerald Drummond y la ciclista Milagro Mena. El equipo olímpico costarricence no obtuvo ninguna medalla en estos Juegos.